# Sakkos
Il sakkos (in greco antico: σάκκος?, sákkos) è una veste liturgica vescovile della Chiesa orientale, simile ad una dalmatica latina ma più ampia. 

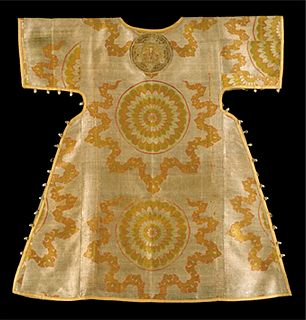
Sakkos esposto al Museo Benaki di Atene

Il sakkos consiste in una corta tunica con maniche anch'esse corte, sontuosamente ornata e aperta sui fianchi, che vengono chiusi con dei fiocchi, ornati a volte di sonagli. Tale paramento deriva dalla tunica degli imperatori bizantini che inizialmente la concessero ai patriarchi, e che era indossato dagli imperatori stessi quando assistevano alla liturgia. Dopo la caduta dell'impero fu progressivamente adottata da tutti i vescovi, che la usano nei solenni pontificali in luogo del felonio. Simeone di Tessalonica, a metà del XV secolo, attribuiva il sakkos come distintivo ai patriarchi e ai maggiori metropoliti, il polystavrion ai rimanenti metropoliti ed il solo omoforio portato sul felonio ai semplici vescovi. 
Il nome allude ad un abito di penitenza: il sakkos, infatti, raffigura lo straccio di porpora posto sulle spalle del Salvatore. Il sakkos è solitamente realizzato in un ricco tessuto broccato e può essere ricamato in modo complesso. Normalmente c'è una croce al centro della schiena, che il vescovo bacia prima che gli venga posta addosso. Sul retro sono cuciti bottoni o anelli, ai quali può essere attaccato l'omoforio vescovile (grande o piccolo). Tradizionalmente, le campane sono attaccate al sakkos, seguendo le indicazioni bibliche per i paramenti del sommo sacerdote ebreo (Esodo 28:33–34; 39:25–26).

## Storia

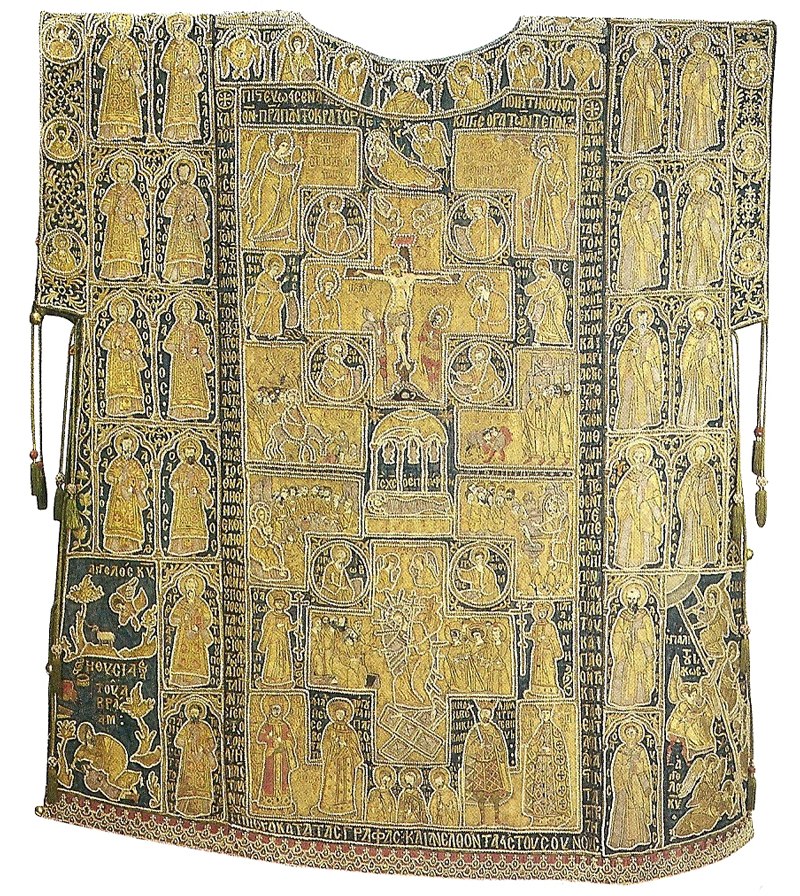
Sakkos di Fozio (1414 circa)

In origine, tutti i vescovi indossavano un felonio simile a quello indossato dai presbiteri, ma tessuto o ricamato con un motivo a croce multistrato chiamato polystaurion ("dalle molte croci"). L'uso del sakkos era un privilegio concesso dal Basileus (Imperatore) ai singoli patriarchi come segno del suo favore personale. La prima prova letteraria dell'indumento si trova negli scritti di Teodoro Balsamone, patriarca di Antiochia (ca. 1130–1140), che lo riteneva limitato al patriarca. Demetrios Chomatenos scrive che era un paramento patriarcale, ma indossato anche da alcuni arcivescovi di status eccezionale, e che veniva indossato solo a Natale, Pasqua e Pentecoste. Simeone di Tessalonica lo attribuisce analogamente ai patriarchi e ad alcuni arcivescovi di rango elevato (menziona gli arcivescovi di Cipro, Ocrida, Turnov e Peć).  Altri vescovi continuarono a indossare il polystavrion. La prima rappresentazione artistica del sakkos è in un ritratto di un arcivescovo a Peribleptos, Orchidea, e poi in un affresco di Sava di Serbia trovato nella Cattedrale di Nostra Signora di Ljeviš a Prizren.
Dopo la caduta di Costantinopoli (1453) il sakkos fu esteso a un numero sempre maggiore di vescovi e nei tempi moderni divenne l'indumento normale dei vescovi ortodossi. La diffusione del sakkos parallelamente a quella della mitra, derivata dalla corona imperiale, come segno della loro autorità temporale all'interno del Rūm millet dell'Impero ottomano.
In Russia, il sakkos fu adottato per la prima volta all'epoca di Teognosto di Kiev (1328-1353) e veniva indossato solo dal Metropolita di Kiev e da tutta la Rus', mentre gli altri vescovi indossavano il polystavrion. Nel XVII secolo, oltre al patriarca, diversi vescovi ebbero il privilegio di indossare il sakkos. Il diritto di indossare il sakkos fu esteso a tutti i vescovi nel concilio del 1675.
Il sakkos è ora indossato da tutti i vescovi ortodossi bizantini e cattolici orientali, indipendentemente dal rango. A differenza dei pontificalia occidentali che possono essere indossati da prelati che non sono vescovi, a condizione che abbiano il privilegio di farlo, il sakkos può essere indossato solo da un vescovo.

## Uso
Il vescovo indossa il sakkos quando si veste interamente per celebrare la Divina liturgia, durante la Dodekaorton, al Gloria, alla Veglia notturna, o in altre occasioni specifiche quando richiesto dalla rubrica come ad esempio, alla presentazione dell'Epitaphios del Venerdì santo, o in occasione della Festa della Esaltazione della Santa Croce. Negli altri servizi indossa il mantello episcopale (greco: Μανδύας, Mandýas, antico slavo ecclesiastico: Mantiya). Quando il vescovo è investito dell'incarico, il sakkos gli viene presentato su un vassoio. Lo benedice con entrambe le mani e due suddiaconi lo sollevano dal vassoio, lo tengono affinché possa baciare la croce sul retro, glielo mettono addosso e ne abbottona i lati. L'epigonazione, che veniva posta per prima sul vescovo, viene sollevata quando il sakkos viene abbottonato, in modo che rimanga visibile all'esterno. Durante la vestizione con il sakkos, il protodiacono fa oscillare l'incensiere e recita la preghiera del sakkos:

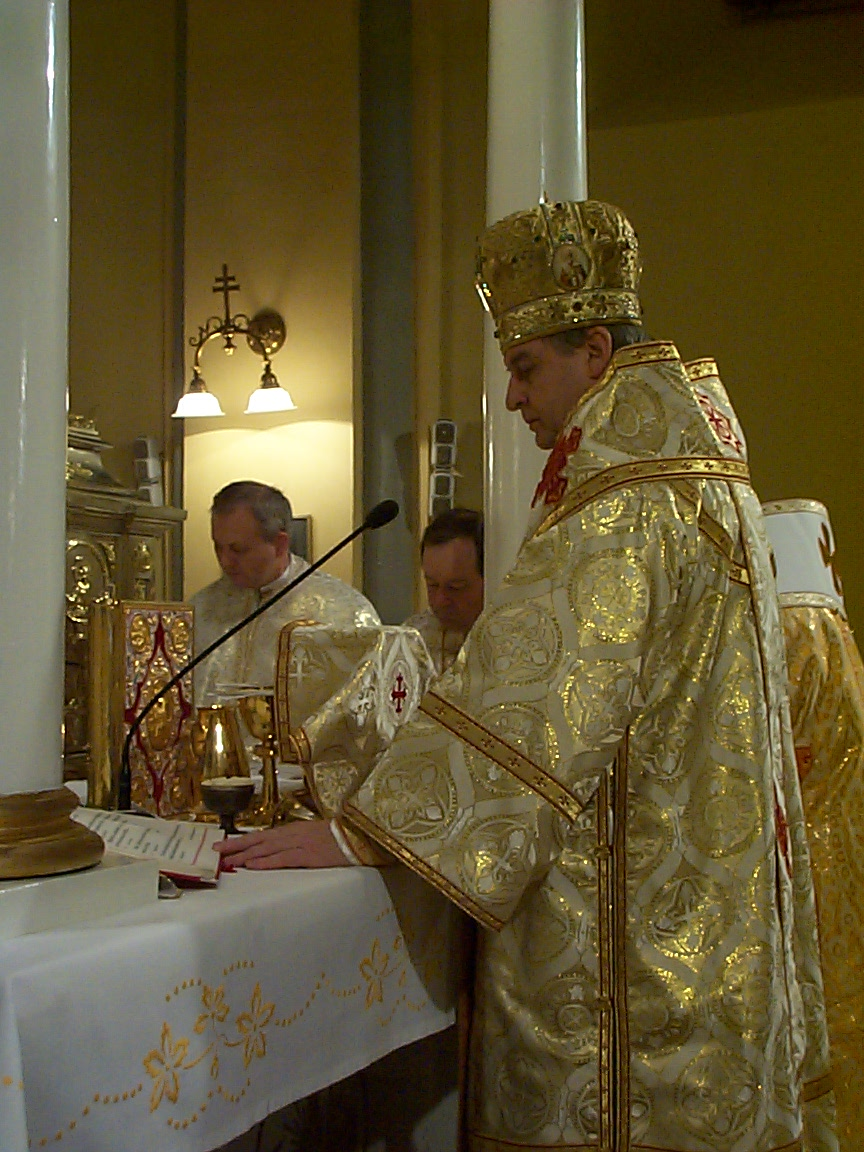
Il vescovo greco-cattolico Jan Babjak indossa il sakkos durante la celebrazione dell Divina liturgia nella cattedrale di San Giovanni Battista di Prešov; quello che appare un collare è un paramento liturgico separato chiamato Omophorion

I tuoi sommi sacerdoti saranno rivestiti di gloria, e i tuoi santi si rallegreranno di gioia, ora e sempre, nei secoli dei secoli. Amen.
Questa preghiera è identica a quella usata da un sacerdote quando riveste il felonio, tranne che invece di dire "I tuoi sommi sacerdoti", un sacerdote dice semplicemente "I tuoi sacerdoti".
Un vescovo può teoricamente usare sempre il felonio piuttosto che il sakkos, ma questo viene fatto molto raramente. In alcune tradizioni, un vescovo può scegliere di celebrare la Liturgia "come un prete"; nel senso che non veste i paramenti episcopali completi, né fa uso del dikirion e del trikirion (candelieri episcopali). Al posto del sakkos indossa un felonio sacerdotale, con solo il piccolo omoforio sulle spalle e l'epigonation al fianco. Il vescovo in questo caso, come sempre, indossa il suo Panagia enkolpion e sta sull'orlec. Inoltre, alcune pratiche cerimoniali non vengono osservate come lo sarebbero per un servizio gerarchico completo.
Un esempio notevole in cui il felonio è sempre utilizzato è nella Liturgia di San Giacomo. Il felonio era originariamente utilizzato sia dai presbiteri che dai vescovi della chiesa. Tuttavia, mentre l'Impero Romano volgeva al termine, il Patriarca Ecumenico iniziò a indossare il sakkos, poiché era il Patriarca "Ecumenico", cioè il Patriarca della capitale imperiale e della maggior parte dell'Impero. Dopo la caduta dell'Impero romano d'Oriente, i vescovi ortodossi iniziarono a indossare mitre imperiali e furono anche seduti su un trono di lato, piuttosto che al centro vicino a dove sarebbe stato l'ambone originale. Le Chiese slave mantengono i Vescovi al centro della Chiesa, ma durante varie riforme iniziarono a indossare la mitra e il sakkos come facevano i greci. Tuttavia, il Patriarca/Metropolita russo indossava già una mitra simile a quella che indossa oggi, e altri Vescovi russi adottarono le mitre dei greci solo più tardi.